# Зусман, Маргарете
Маргарете Зусман (нем. Margarete Susman, в замужестве фон Бендеман; 14 октября 1872, Гамбург — 16 января 1966, Цюрих) — немецкая поэтесса, эссеист, литературовед.
Из еврейской купеческой семьи. Окончила школу в Цюрихе, затем училась в Дюссельдорфе и Париже, позднее в Берлине и Мюнхене. Входила в круг философа Георга Зиммеля, посвятившего ей свою книгу «Религия» (1906), а также была близко знакома с Мартином Бубером. В 1901 году выпустила первую книгу стихов «Моя страна» (нем. Mein Land). С 1907 года публиковала очерки в газете Frankfurter Zeitung. После прихода к власти нацистов поселилась в Швейцарии.
Из трудов Зусман особое значение имели книги «Сущность современной немецкой лирики» (нем. Das Wesen der modernen deutschen Lyrik; 1910) и «Женщины эпохи романтизма» (нем. Frauen der Romantik; 1920).